# Sein Lwin
U Sein Lwin (ur. 1923, zm. 9 kwietnia 2004 w Rangunie) – polityk birmański, generał; w 1988 był krótko prezydentem państwa.
Bliski współpracownik wieloletniego szefa dyktatury wojskowej, U Ne Wina; w 1950 tłumił krwawo rebelię antyrządową mniejszości narodowej Karen. Stał się jedną z najbardziej wpływowych osób w państwie po przewrocie Ne Wina w 1962. Kilka miesięcy później jako dowódca armii wydał rozkaz strzelania do studentów uniwersytetu w Rangunie protestujących przeciw rządom wojskowym. W podobny sposób reagował na protesty robotnicze w 1972 oraz demonstracje studentów i mnichów buddyjskich na pogrzebie U Thanta, byłego sekretarza generalnego ONZ (1974).
Należał do ścisłego kierownictwa Birmańskiej Partii Programu Socjalistycznego, sprawował funkcje ministerialne w rządzie Ne Wina (oraz jego następcy na urzędzie prezydenta, San Yu) - był ministrem transportu, spraw religijnych i spraw wewnętrznych. 
W lipcu 1988, po kolejnej serii ostrych protestów antyrządowych, zrezygnowali ze stanowisk Ne Win (przewodniczący partii rządzącej) i San Yu (prezydent); 25 lipca Sein Lwin przejął stanowisko prezydenta, 27 lipca stanął również na czele Birmańskiej Partii Programu Socjalistycznego. Ta zmiana nie uspokoiła nastrojów społecznych, protesty nasiliły się i ponownie spotkały się z brutalną reakcją sił wojskowych (oficjalne źródła rządowe podawały liczbę 192 ofiar śmiertelnych). 12 sierpnia 1988 Sein Lwin złożył rezygnację. Zastąpił go Aye Ko (tymczasowo, na tydzień), następnie na czele rządu cywilnego Maung Maung; nie doszło jednak do głębszych przemian demokratycznych, już we wrześniu władzę ponownie przejęła armia z Saw Maungiem na czele.
Po 1988 Sein Lwin nie uczestniczył w życiu publicznym.